# George Frederick Ives
George Frederick Ives (17 de novembro de 1881 – 12 de abril de 1993) foi um veterano do exército britânico-canadense, que ficou conhecido como o último veterano da Segunda Guerra dos Bôeres. Ives tornou-se conhecido no Reino Unido depois de uma peça na coluna de Peterborough no The Daily Telegraph (Reino Unido). Seu registro como o veterano britânico mais velho de qualquer guerra, foi quebrado em 1 de novembro de 2007 pelo veterano da Primeira Guerra Mundial, Henry Allingham.

## Biografia
Ives nasceu em Brighton, Inglaterra. Sua família trabalhou para a família Tidmarsh. Ele trabalhou na oficina de seu pai em Bristol até 1899. Em dezembro, Ives estava ansioso para se inscrever depois de ouvir que os britânicos haviam sido derrotados em Colenso, Magersfontein.
Na Segunda Guerra dos Bôeres, George lutou com o Yeomanry Imperial, juntamente com outros 122 veteranos, do Exército Britânico na África do Sul.
Ives emigrou para o Canadá em 1903 com seu pai e comprou 160 acres (0.65 km²) de terra por dez dólares. Ele foi rejeitado por serviço na Primeira Guerra Mundial por causa de um sopro cardíaco.
Em 1910, ele se casou com Kay Nelson. O casal tinha três filhos e três filhas. Nelson não gostou da vida difícil das pradarias, então a família mudou-se em 1919 para White Rock, Colúmbia Britânica. Ives possuía uma fazenda lá e eventualmente se retirou dela em 1941. Ele olhou e encontrou outro emprego porque ele disse que sua aposentadoria era uma desculpa para mudar de emprego. Ele trabalhou em um estaleiro construindo escavações de madeira por mais 15 anos até 1956, quando finalmente anunciou sua aposentadoria.
Os Ives residiam na mesma casa até 1984, até que se mudaram para uma casa de aposentadoria. Sua esposa morreu em 1987. Atendeu ao serviço do Royal Albert Hall no dia da lembrança de 1992 na Inglaterra e conheceu a rainha Elizabeth, a Rainha-mãe, Margaret Thatcher e o primeiro-ministro John Major. Na época, ele era a última pessoa viva a usar uma Medalha da Rainha Vitória e erguia uma coroa de flores no memorial. Ives morreu em 12 de abril de 1993 aos 111 anos e 146 dias em White Rock, Colúmbia Britânica, Canadá.